# Старая Карачиха
 Старая Карачиха  — деревня в Ромодановском районе Мордовии в составе Трофимовщинского сельского поселения. 

## География
Находится на расстоянии примерно 11 километров по прямой на север-северо-запад от районного центра поселка Ромоданово.

## История
Учтена была в 1869 году как деревня Саранского уезда Пензенской губернии из 38 дворов, название связано с бывшим владельцем Василием Корачевым (упоминаемым в документах 1725 года). 

## Население
Постоянное население составляло 37 человека (русские 100%) в 2002 году, 19 в 2010 году .